# Final da Liga dos Campeões da UEFA de 2021–22
A Final da Liga dos Campeões da UEFA de 2021–22 foi a 67ª edição da decisão da principal competição de clubes da Europa e a 30ª final desde que a competição deixou de ser chamada Copa dos Clubes Campeões Europeus e passou a chamar-se Liga dos Campeões da UEFA. 
A final foi originalmente programada para ser disputada na Allianz Arena em Munique. No entanto, devido ao adiamento e relocação final de 2019–20 causada pela pandemia de COVID-19 na Europa, São Petersburgo receberia a final em 2022. Contudo, em 25 de fevereiro de 2022, a UEFA anunciou o Stade de France, em Saint-Denis como nova sede devido a invasão russa na Ucrânia.
Em uma reedição das finais de 1981 e 2018, O Real Madrid derrotou o Liverpool na partida por 1–0, com o gol marcado por Vinícius Júnior. Devido à conquista, ganhou o direito de jogar a Supercopa da UEFA de 2022 contra a equipe vencedora da Liga Europa da UEFA de 2021–22, e também se classificou para a Copa do Mundo de Clubes da FIFA de 2022 como o campeão europeu.

## Escolha da Sede
Em 28 de setembro de 2018, a UEFA lançou um processo de licitação aberta para selecionar os locais das finais da UEFA Champions League, UEFA Europa League e UEFA Women's Champions League em 2021. As federações tinham até 26 de outubro de 2018 para manifestar interesse e dossiês de candidatura deveriam ser enviados até 15 de fevereiro de 2019.
A UEFA anunciou a 1 de novembro de 2018 que duas federações manifestaram interesse em acolher a final da UEFA Champions League de 2021, e em 22 de fevereiro de 2019 que ambas as associações enviaram seus dossiês dentro do prazo.
O Estádio Krestovsky foi escolhido pelo Comité Executivo da UEFA durante a sua reunião em Ljubljana, Eslovênia, em 24 de setembro de 2019.
| País     | Estádio            | Cidade          | Capacidade |
| -------- | ------------------ | --------------- | ---------- |
| Rússia   | Estádio Krestovsky | São Petersburgo | 67 800     |
| Alemanha | Allianz Arena      | Munique         | 70 000     |

No dia 24 de fevereiro de 2022, a UEFA comunicou que havia a possibilidade de final não ser mais no Estádio Krestovsky, em São Petersburgo, devido a invasão russa na Ucrânia, iniciada no mesmo dia. No dia seguinte (25) a UEFA decidiu que a final seria no Stade de France, em Saint-Denis, sendo que a última final nesse estádio foi em 2005–06.

## Caminho até a final
Nota: Em todos os resultados abaixo, os gols dos finalistas é dado primeiro (C: casa; F: fora).
| Pos. | Equipe             | Pts |
| ---- | ------------------ | --- |
| 1    | Liverpool          | 18  |
| 2    | Atlético de Madrid | 7   |
| 3    | Porto              | 5   |
| 4    | Milan              | 3   |

| Pos. | Equipe           | Pts |
| ---- | ---------------- | --- |
| 1    | Real Madrid      | 15  |
| 2    | Internazionale   | 10  |
| 3    | Sheriff Tiraspol | 7   |
| 4    | Shakhtar Donetsk | 2   |

## Partida

### Detalhes
A equipe "mandante" (por fins administrativos) foi determinado por um sorteio adicional após os sorteio das quartas de final.
| 28 de maio de 2022 | Liverpool | 0 – 1     | Real Madrid         | Stade de France, Saint-Denis |
| 21:36 (UTC+2)      |           | Relatório | Vinícius Júnior 59' | Árbitro: FRA Clément Turpin  |

| Liverpool | Real Madrid |

| G            | 1  | Alisson                 |     |     |
| LD           | 66 | Trent Alexander-Arnold  |     |     |
| Z            | 5  | Ibrahima Konaté         |     |     |
| Z            | 4  | Virgil van Dijk         |     |     |
| LE           | 26 | Andrew Robertson        |     |     |
| M            | 14 | Jordan Henderson        |     | 77' |
| V            | 3  | Fabinho                 | 62' |     |
| M            | 6  | Thiago                  |     | 77' |
| A            | 11 | Mohamed Salah           |     |     |
| A            | 10 | Sadio Mané              |     |     |
| A            | 23 | Luis Díaz               |     | 65' |
| Substitutos: |    |                         |     |     |
| G            | 62 | Caoimhín Kelleher       |     |     |
| Z            | 12 | Joe Gomez               |     |     |
| Z            | 21 | Kostas Tsimikas         |     |     |
| Z            | 32 | Joël Matip              |     |     |
| M            | 7  | James Milner            |     |     |
| M            | 8  | Naby Keïta              |     | 77' |
| M            | 15 | Alex Oxlade-Chamberlain |     |     |
| M            | 17 | Curtis Jones            |     |     |
| M            | 67 | Harvey Elliott          |     |     |
| A            | 9  | Roberto Firmino         |     | 77' |
| A            | 18 | Takumi Minamino         |     |     |
| A            | 20 | Diogo Jota              |     | 65' |
| Técnico:     |    |                         |     |     |
| Jürgen Klopp |    |                         |     |     |

| G               | 1  | Thibaut Courtois  |  |       |
| LD              | 2  | Dani Carvajal     |  |       |
| Z               | 3  | Éder Militão      |  |       |
| Z               | 4  | David Alaba       |  |       |
| LE              | 23 | Ferland Mendy     |  |       |
| M               | 10 | Luka Modrić       |  | 90'   |
| V               | 14 | Casemiro          |  |       |
| M               | 8  | Toni Kroos        |  |       |
| A               | 15 | Federico Valverde |  | 86'   |
| A               | 9  | Karim Benzema     |  |       |
| A               | 20 | Vinícius Júnior   |  | 90+3' |
| Substitutos:    |    |                   |  |       |
| G               | 13 | Andriy Lunin      |  |       |
| Z               | 6  | Nacho             |  |       |
| LE              | 12 | Marcelo           |  |       |
| LD              | 17 | Lucas Vázquez     |  |       |
| M               | 19 | Dani Ceballos     |  | 90'   |
| M               | 22 | Isco              |  |       |
| M               | 25 | Eduardo Camavinga |  | 86'   |
| A               | 7  | Eden Hazard       |  |       |
| A               | 11 | Marco Asensio     |  |       |
| A               | 18 | Gareth Bale       |  |       |
| A               | 21 | Rodrygo           |  | 90+3' |
| A               | 24 | Mariano           |  |       |
| Técnico:        |    |                   |  |       |
| Carlo Ancelotti |    |                   |  |       |